# Гостеприимство

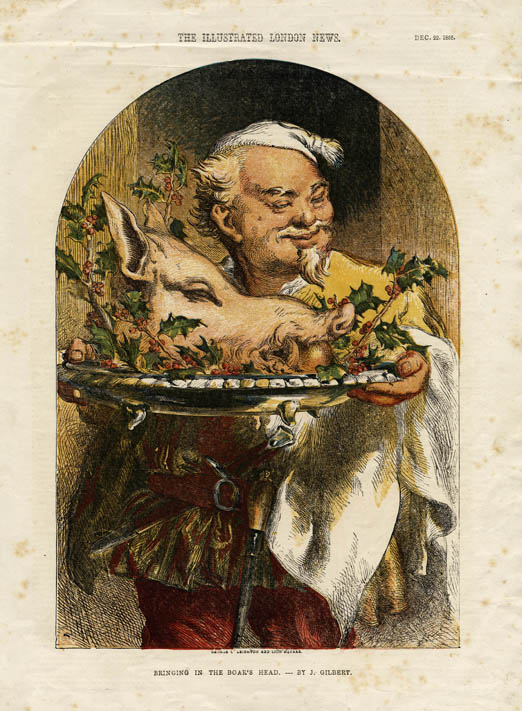
Принесение головы кабана. В геральдике голова кабана иногда использовалась как символ гостеприимства. Она также была знаком многих постоялых дворов и таверн.

Гостеприи́мство — распространённое повсеместно (в самых различных культурах и во все временные периоды) общественное явление, предполагающее предоставление чужаку («гостю») защиты и заботы.

## Понятие
Наиболее общее определение понятия гостеприимства приводится выше. Однако различными авторами приводятся и иные его толкования, делающие акцент на отдельных его аспектах. Так, гостеприимство может пониматься как присущее определённому человеку качество, отражающее его положительное отношение и щедрость к принимаемым гостям, либо как отрасль предпринимательства, ориентированная на предоставление услуг лицам, находящимся вне собственного дома.

## История
Зарождение института гостеприимства произошло ещё в период первобытного общества, и было связано с необходимостью избежания конфликтов, связанных с совместным использованием природных ресурсов.
Позднее традиции гостеприимства принимали характер норм обычного права. В Древнем мире институт гостеприимства приобрёл международно-правовой характер и был направлен на обеспечение безопасности иноземных торговцев.
В Средние века дополнительной функцией института гостеприимства стало обслуживание феодальной знати зависимыми лицами. Можно выделить такие виды отношений гостеприимства, бытовавшие на Западе в период Средних веков:
- Дружеское гостеприимство.
- Гостеприимство в церковных учреждениях, основанное на религиозных нормах.
- Королевский и сеньориальный постой.
- Возмездное и обезличенное гостеприимство постоялых дворов.

В настоящее время гостеприимство характерно для большинства народов как культурная традиция, а также как основа индустрии сервиса, связанной с обслуживанием гостей.